# John Henry (Volksheld)

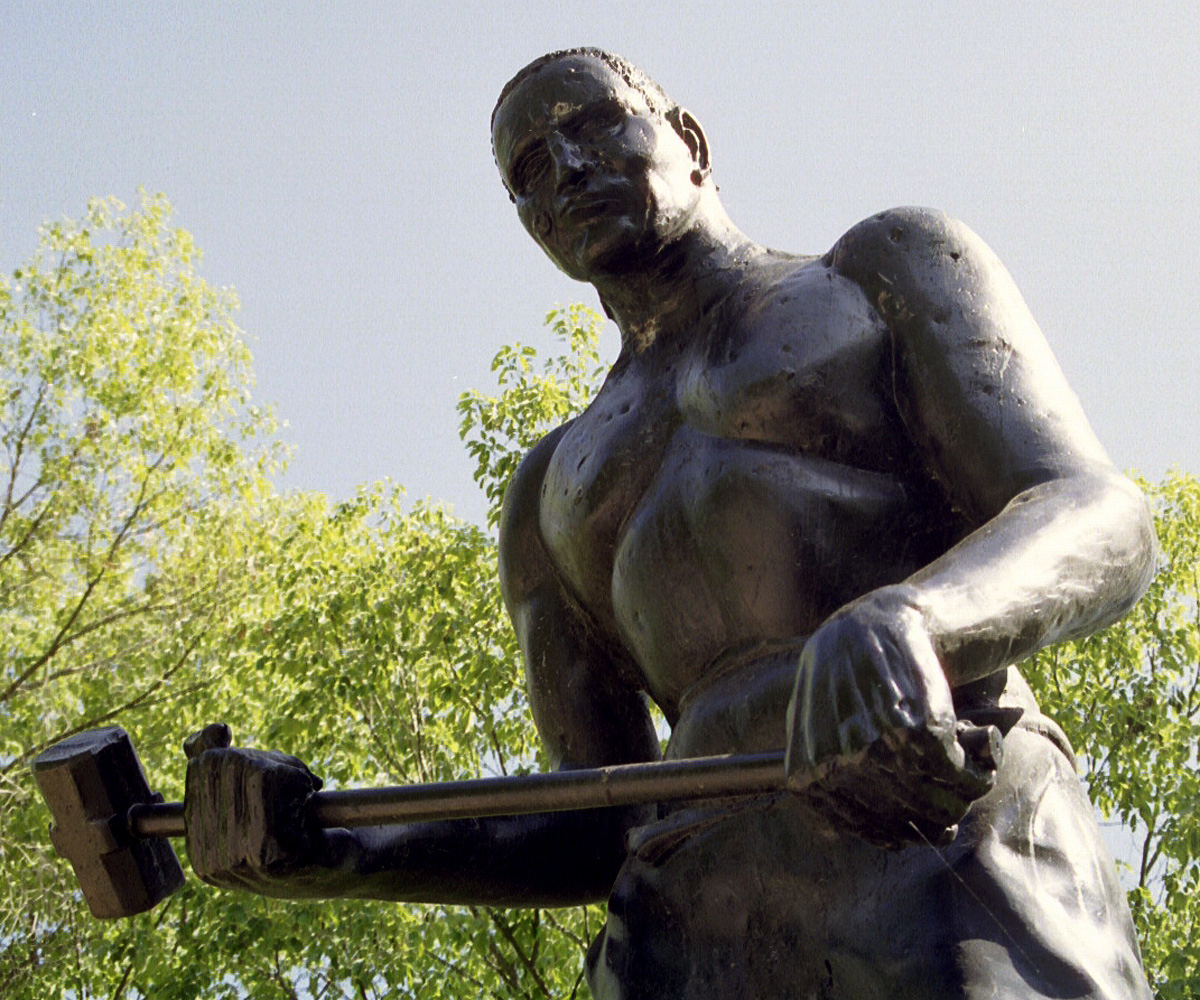
Statue von John Henry am Rande von Talcott Summers County, West Virginia

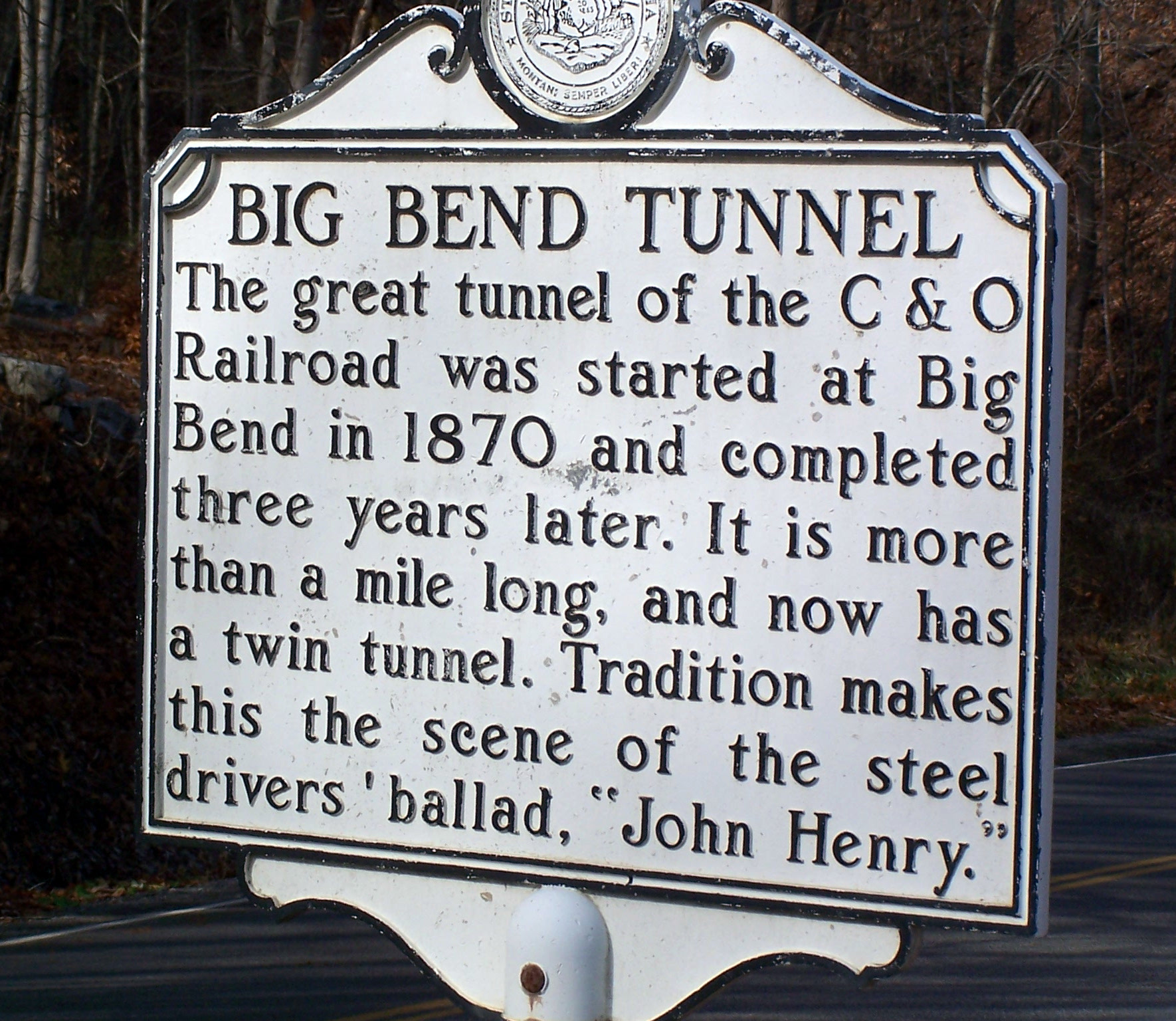
Gedenktafel zu John Henry am Big-Bend-Tunnel.

John Henry ist ein legendärer US-amerikanischer Volksheld. Seine Historizität ist umstritten. Seine Lebensdaten sind unbekannt (ca. 1840–1870).
Die Überlieferung erzählt folgende Geschichte: John Henry war als freigelassener Schwarzer als Bahnarbeiter beschäftigt. Nach anderen Versionen war er ein Strafgefangener, der zur Zwangsarbeit eingesetzt war. Seine Aufgabe war es, in schwerer Handarbeit als „steel-driving man“ (Hauer) die Sprenglöcher für den Tunnelbau für eine neue Eisenbahnstrecke in West Virginia in den Fels zu treiben. Als eines Tages diese Arbeit von neuen dampfgetriebenen Hämmern erledigt werden sollte, erbot sich Henry, einen Wettkampf mit diesen neuartigen Bohrhämmern aufzunehmen. Der Legende nach siegte John Henry, brach aber danach tot zusammen. Die Eisenbahnstrecke, wo Henry tätig gewesen sein soll, gehörte damals zur Chesapeake and Ohio Railway und ist heute ein Teil des Streckennetzes der CSX Transportation.
Vor dem Big-Bend-Tunnel nahe Talcott, West Virginia, wo sich dieses Ereignis zugetragen haben soll, befindet sich heute eine Gedenktafel 37,65° N, 80,77° W und eine Statue 37,65° N, 80,77° W.
Die Geschichte von John Henry wurde als „Ballade von John Henry“ unter Einbeziehung des „Take the Hammer“-Motivs vielfach musikalisch umgesetzt (z. B. von Johnny Cash, Pete Seeger, Joe Bonamassa, Van Morrison, Bruce Springsteen, Harry Belafonte, Jerry Lee Lewis, Leadbelly u. a.). Als Symbolfigur ist John Henry in der US-amerikanischen Arbeiterbewegung von Bedeutung. Aaron Copland schrieb 1940 eine vierminütige Radiomusik für Orchester.
In seinem Buch John Henry Days spürt  der Pulitzer-Preisträger Colson Whitehead der Legende um John Henry nach.